# Historiographie française

Fille de la Révolution française, l'historiographie romantique forge le modèle du héros défendant la liberté (La Liberté guidant le peuple de Delacroix, symbole de la République française).

L'historiographie française se rapporte à la perception de l'Histoire par les historiens du monde français.

## Antiquité
L'historiographie franque se rapporte à la perception de l'Histoire par les historiens du peuple Francs.
- Mythologie franque
- Francie médiane (843-855), Francie orientale (843-962)

## Moyen Âge
L'historiographie médiévale comporte trois genres historiques principaux, les annales (récit concis et chronologique de faits jugés importants pour chaque année), les chroniques (récit sommaire et chronologique mais qui ne s'astreint pas à distinguer les faits année par année), et les histoires (récit chronologique plus détaillé, étant davantage attentif à la rhétorique). Dans les faits, leurs différences se révèlent souvent à peine perceptibles, jusqu'au XIIe siècle qui voit les auteurs de cet récits historiques avoir le légitime désir de distinguer les trois genres. Les « historiens » médiévaux, depuis le moine hagiographe jusqu'au chancelier et courtisan, sont généralement des compilateurs qui font œuvre de propagande religieuse et politique, ce qui ne les empêche pas de se soucier d'érudition et de vulgarisation, d'où la nécessité de réhabiliter leurs travaux rejetés par les historiens positivistes de la fin du XIXe siècle.
- Histoire et culture historique dans l'Occident médiéval

## Époque contemporaine

### L'École desAnnales

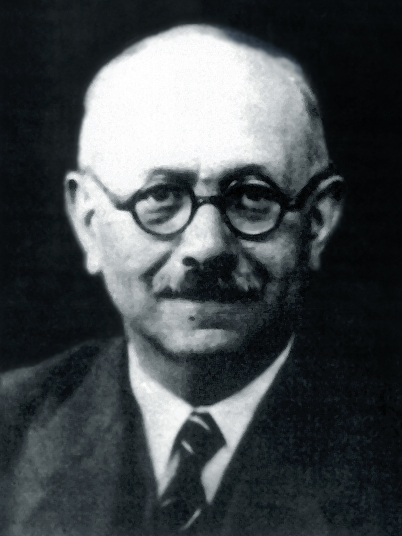
Marc Bloch, cofondateur avec Lucien Febvre de la revue des Annales, en 1929.

En France, naît au tournant des années 1930 un courant de pensée, appelé école des Annales parce qu'il s'était constitué autour d'une revue portant le nom d'Annales d’histoire économique et sociale, qui agrandit le champ de la discipline, sollicite les autres sciences, en particulier la sociologie, et plus généralement transforme l'histoire en éloignant son objet du cadre événementiel et en l'inscrivant dans la longue durée.
L'histoire des Annales est d'abord l'histoire économique et sociale : la revue périodique est fondée par Lucien Febvre et par Marc Bloch en 1929. Après la parenthèse tragique de la guerre, elle trouve en Fernand Braudel, désormais aux côtés de Lucien Febvre le continuateur de l'œuvre des années 1930. Ce dernier, en effet, « introduit les sciences sociales en histoire » : il recourt pour la première fois à la géographie, à l'économie politique et à la sociologie pour élaborer sa thèse de l'« économie-monde ».
Le rôle du témoignage historique change : il demeure au cœur des préoccupations de l'historien mais il n'est plus l'objet. Désormais, il est considéré comme un outil pour inventer l'histoire, outil qui peut être pris dans n'importe quel domaine de la Connaissance.
La vision du Moyen Âge, notamment, change complètement à la suite d'une relecture critique des sources qui fait la part belle à ce qu'elles ne mentionnent pas (Georges Duby). Des excès, également, peuvent exister : tel est le cas du quantitativisme exclusif qui anime une démarche similaire, celle de la new economic history d'outre-Atlantique.
Privilégiant la « longue durée » au temps court de l'« histoire événementielle » dans le sillage des Annales, plusieurs historiens proposent jusqu'à aujourd'hui de repenser le champ de l'histoire dans le sillage de la revue : parmi eux, on peut citer Emmanuel Le Roy Ladurie ou Pierre Goubert.